# Мотт-Макграт, Марион
Марион Мотт-Макграт (англ. Marion Mott-McGrath; ур. Макграт; род. 6 февраля 1940) — австралийская шахматистка, четырехкратная чемпионка Австралии по шахматам (1966, 1969, 1976, 1980), участница турнира претенденток (1967).

## Биография
С 1960-х по 1980-е годы Марион Мотт-Макграт была одной из ведущих австралийских женщин-шахматистов, которая чаще всего выигрывала чемпионаты Австралии по шахматам среди женщин. В 1966 году она впервые выиграла чемпионат Австралии по шахматам среди женщин, а в 1980 году повторила этот успех в четвертый раз. В 1967 году была участницей турнира претенденток в Суботице, в котором заняла 16-е место. Представляла Австралию на шести шахматных олимпиадах (1972, 1976—1980, 1984—1986).